# Messier 21
Messier 21 (znana również jako M21 lub NGC 6531) – gromada otwarta w konstelacji Strzelca, odkryta 5 czerwca 1764 roku przez Charles’a Messiera.
M21 znajduje się w odległości 2,2–4,25 tysięcy lat świetlnych (0,7–1,3 kpc) od Ziemi. Średnica kątowa gromady wynosi 13 minut, a jej jasność to 6,5 magnitudo.
M21 jest stosunkowo młodą gromadą, powstała 4,6 miliona lat temu. Zawiera około 57 gwiazd. Najjaśniejsze z nich są olbrzymami typu widmowego B0.